# ميلتون هيرن
ميلتون هيرن (بالإنجليزية: Milton Hearn)‏ هو كيميائي أسترالي، ولد في 17 فبراير 1943 في أديلايد في أستراليا.